# Torneig de les Cinc Nacions 1986
El Torneig de les cinc Nacions 1986 va ser el 57a edició en el format de cinc nacions i la 92a tenint en compte les edicions del Home Nations Championship. Deu partits es van jugar en cinc caps de setmana entre el 18 de gener i el 15 de març. Aquest campionat va marcar un canvi sense precedents en la sort de l'equip irlandès que venia, l'any anterior, de guanyar la competició però que amb un revés històric s'enduria a casa la cullera de fusta. França i Escòcia van compartir el títol. Phillipe Sella de França va anotar un assaig a cada partit, repetint la gesta aconseguida tres anys abans pel seu compatriota Patrick Esteve.

## Participants
| Nació      | Estadi           | Ciutat   | Entrenador      |
| ---------- | ---------------- | -------- | --------------- |
| Anglaterra | Twickenham       | Londres  | Martin Green    |
| França     | Parc des Princes | París    | Jacques Fouroux |
| Irlanda    | Lansdowne Road   | Dublín   | Mick Doyle      |
| Escòcia    | Murrayfield      | Edimburg | Derrick Grant   |
| Gal·les    | National Stadium | Cardiff  | Tony Gray       |

## Classificació
| Posició | Nació      | Partits | Partits  | Partits  | Partits | Punts   | Punts     | Punts      | Punts   | Taula de punts |
| Posició | Nació      | Jugats  | Guanyats | Empatats | Perduts | A favor | En contra | Diferència | Assaigs | Taula de punts |
| ------- | ---------- | ------- | -------- | -------- | ------- | ------- | --------- | ---------- | ------- | -------------- |
| 1       | França     | 4       | 3        | 0        | 1       | 98      | 52        | +46        |         | 6              |
| 1       | Escòcia    | 4       | 3        | 0        | 1       | 76      | 54        | +22        |         | 6              |
| 3       | Gal·les    | 4       | 2        | 0        | 2       | 74      | 71        | +3         |         | 4              |
| 3       | Anglaterra | 4       | 2        | 0        | 2       | 62      | 100       | −38        |         | 4              |
| 5       | Irlanda    | 4       | 0        | 0        | 4       | 50      | 83        | −23        |         | 0              |

## Resultats
| Anglaterra                     | 21–18 | Gal·les                                                           | 1986-01-18 {{{time}}} - Twickenham, Londres Àrbitre: R. J. Fordham (Austràlia) |
| Pen.: Andrew (6) Drops: Andrew |       | Assaigs: Bowen Con.: Thorburn Pen.: Thorburn (3) Drops: J. Davies | 1986-01-18 {{{time}}} - Twickenham, Londres Àrbitre: R. J. Fordham (Austràlia) |

| Escòcia               | 18–17 | França                                                          | 1986-01-18 {{{time}}} - Murrayfield, Edimburg Assistència: 60,000 espectadors Àrbitre: D. I. H. Burnett (Irlanda) |
| Pen.: G. Hastings (6) |       | Assaigs: Berbizier Sella Pen.: G. Laporte (2) Drops: G. Laporte | 1986-01-18 {{{time}}} - Murrayfield, Edimburg Assistència: 60,000 espectadors Àrbitre: D. I. H. Burnett (Irlanda) |

| França                                                                                      | 29–9 | Irlanda           | 1986-02-01 {{{time}}} - Parc des Princes, París Assistència: 49,238 espectadors Àrbitre: R. J. Fordham (Austràlia) |
| Assaigs: Berbizier Marocco Sella Con.: G. Laporte Pen.: Blanco G. Laporte (3) Drops: Lafond |      | Pen.: Kiernan (3) | 1986-02-01 {{{time}}} - Parc des Princes, París Assistència: 49,238 espectadors Àrbitre: R. J. Fordham (Austràlia) |

| Gal·les                                             | 22–15 | Escòcia                                               | 1986-02-01 {{{time}}} - National Stadium, Cardiff Àrbitre: R. C. Francis (Nova Zelanda) |
| Assaigs: Hadley Pen.: Thorburn (5) Drops: J. Davies |       | Assaigs: Duncan G. Hastings Jeffrey Pen.: G. Hastings | 1986-02-01 {{{time}}} - National Stadium, Cardiff Àrbitre: R. C. Francis (Nova Zelanda) |

| Irlanda                                       | 12–19 | Gal·les                                                 | 1986-02-15 {{{time}}} - Lansdowne Road, Dublín Àrbitre: F. A. Howard (Anglaterra) |
| Assaigs: Ringland Con.: Kiernan Pen.: Kiernan |       | Assaigs: Ph. Davies Lewis Con.: Thorburn Pen.: Thorburn | 1986-02-15 {{{time}}} - Lansdowne Road, Dublín Àrbitre: F. A. Howard (Anglaterra) |

| Escòcia                                                                            | 33–6 | Anglaterra       | 1986-02-15 {{{time}}} - Murrayfield, Edimburg Àrbitre: R. C. Francis (Nova Zelanda) |
| Assaigs: Duncan S. Hastings Rutherford Con.: G. Hastings (3) Pen.: G. Hastings (5) |      | Pen.: Andrew (2) | 1986-02-15 {{{time}}} - Murrayfield, Edimburg Àrbitre: R. C. Francis (Nova Zelanda) |

| Anglaterra                                                                | 25–20 | Irlanda                                                         | 1986-03-01 {{{time}}} - Twickenham, Londres Àrbitre: C. Norling (Gal·les) |
| Assaigs: H. Davies Richards (2) penalty try Con.: Andrew (3) Pen.: Andrew |       | Assaigs: McCall Mullin Ringland Con.: Kiernan Pen.: Kiernan (2) | 1986-03-01 {{{time}}} - Twickenham, Londres Àrbitre: C. Norling (Gal·les) |

| Gal·les            | 15-23 | França                                                                  | 1986-03-01 {{{time}}} - National Stadium, Cardiff Assistència: 58,000 espectadors Àrbitre: J. B. Anderson (Escòcia) |
| Pen.: Thorburn (5) |       | Assaigs: Blanco Lafond (2) Sella Con.: G. Laporte (2) Drops: G. Laporte | 1986-03-01 {{{time}}} - National Stadium, Cardiff Assistència: 58,000 espectadors Àrbitre: J. B. Anderson (Escòcia) |

| França                                                                                 | 29–10 | Anglaterra                       | 1986-03-15 {{{time}}} - Parc des Princes, París Assistència: 49,238 espectadors Àrbitre: W. D. Bevan (Gal·les) |
| Assaigs: Blanco G. Laporte Sella penalty try Con.: G. Laporte (2) Pen.: G. Laporte (3) |       | Assaigs: Dooley Pen.: Barnes (2) | 1986-03-15 {{{time}}} - Parc des Princes, París Assistència: 49,238 espectadors Àrbitre: W. D. Bevan (Gal·les) |

| Irlanda                                       | 9–10 | Escòcia                                | 1986-03-15 {{{time}}} - Lansdowne Road, Dublín Àrbitre: F. Palmade (França) |
| Assaigs: Ringland Con.: Kiernan Pen.: Kiernan |      | Assaigs: Laidlaw Pen.: G. Hastings (2) | 1986-03-15 {{{time}}} - Lansdowne Road, Dublín Àrbitre: F. Palmade (França) |

## Selecció del cinc nacions
Aquella temporada es va organitzar un partit aTwickenham. entre un equip de jugadors representants del Torneig de les Cinc Nacions contra un equip anomenat Overseas Union team, amb jugadors dels Wallabies, Springbooks i All Blacks, per commemorar el centenari de la International Rugby Football Board (IRFB), que en breu es convertiria en la IRB o International Rugby Board. El partit es va jugar el dissabte 19 d'abril de 1986.

### Entrenadors de l'equip europeu
- Jacques Fouroux (Coach)
- Clive Rowlands (Manager)

El Overseas Union team fou entrenat per Brian Lochore ( Nova Zelanda) i Robert Ian Templeton ( Austràlia).
| Five Nations XV                               | 13–32 | Overseas Unions                                                               | 19 d'abril de 1986 {{{time}}} - Twickenham Stadium, Londres Àrbitre: D I H Burnett (Irlanda) |
| Assaig: Ringland (2) Con: Blanco Pen: Kiernan |       | Assaig: Gerber (2) Kirwan du Plessis Rodriguez Shaw Con: Botha Pen: Botha (2) | 19 d'abril de 1986 {{{time}}} - Twickenham Stadium, Londres Àrbitre: D I H Burnett (Irlanda) |

Five Nations: Blanco ( França); Ringland ( Irlanda), Sella ( França), M. Kiernan ( Irlanda), R. Underwood ( Anglaterra); M. Dacey ( Gal·les ), R. J. Hill ( Anglaterra); Whitefoot ( Gal·les ), S. Brain ( Anglaterra), I. Milne  Escòcia, Condom ( França), Lenihan ( Irlanda)(capità), J. Jeffrey  Escòcia, Paxton  Escòcia, L. Rodriguez ( França)
Overseas Unions: R. Gould ( Austràlia); Kirwan ( Nova Zelanda), D. Gerber ( Sud-àfrica), W. Taylor ( Nova Zelanda), C. du Plessis ( Sud-àfrica); N. Botha ( Sud-àfrica), Loveridge ( Nova Zelanda); E. Rodríguez ( Austràlia), A. Dalton ( Nova Zelanda) (capità), G. Knight ( Nova Zelanda) (F. van der Merwe ( Sud-àfrica), S. Cutler ( Austràlia), Haden ( Nova Zelanda), Poidevin ( Austràlia), Tuynman ( Austràlia), M. Shaw ( Nova Zelanda)